# Matteo Fabbro
Matteo Fabbro (ur. 10 kwietnia 1995 w Udine) – włoski kolarz szosowy.

## Osiągnięcia
Opracowano na podstawie:
2013
- 1. miejsce w klasyfikacji górskiej Giro di Basilicata

2016
- 3. miejsce w Tour of Bihor

2017
- 3. miejsce w Giro del Belvedere
- 1. miejsce w prologu Giro Ciclistico della Valle d'Aosta Mont Blanc

2021
- 5. miejsce w Tirreno-Adriático

## Rankingi
| Rok             | 2015 | 2016  | 2017  | 2018  | 2019 | 2020 | 2021 | 2022 | 2023 | 2024 |
| --------------- | ---- | ----- | ----- | ----- | ---- | ---- | ---- | ---- | ---- | ---- |
| UCI World Tour  |      | -     | -     | 190.  |      |      |      |      |      |      |
| World Ranking   |      | 1042. | 1027. | 765.  | 563. | 386. | 174. | 984. | 787. | 893. |
| UCI Europe Tour | 713. | 711.  | 648.  | 1526. | 425. | 316. | 150. | 717. | -    | -    |
|                 |      |       |       |       |      |      |      |      |      |      |
| Źródło: UCI     |      |       |       |       |      |      |      |      |      |      |